# Никола Касабов
Никола Кирилов Касабов е български математик и информатик. Известен е с изследванията си по размити системи, невронни мрежи, интелигентни системи, биоинформатика, невроинформатика, изкуствен интелект и други. Професор е в Техническия университет на Окланд (Auckland University of Technology) в Нова Зеландия.

## Биография
Роден е на 12 август 1948 г. в Свищов. Израства и завършва СОУ „Бачо Киро“ в Павликени.
През 1971 г. завършва специалност „Изчислителна техника“ във Висшия машинно-електротехнически институт (ВМЕИ, днес Технически университет) в София. След това специализира приложна математика в същия институт и през 1975 г. защитава докторска степен по математика. До 1989 г. преподава във ВМЕИ – София.
След това работи като преподавател и професор в Университета на Есекс (University of Essex) в Колчестър, Великобритания (1989 – 1991), Университета на Отаго (University of Otago) в Дънидин, Нова Зеландия (1992 – 2002) и от 2002 г. – в Техническия университет на Окланд (AUT). Гост професор в университетите: ETH Zurich, Trento (Италия), Shanghai JiaoTong (Китай), TU Kaiserslautern (Германия). От 2020 е  George Moore chair професор в Университета на Ълстър, Великобритания. От  2022 е гост професор в  ИИКТ на Българската Академия на Науките, София. От 2023г е гост професор на Университета на Далиан, Китай.  
Има публикувани над 700 труда и 6 монографии в областите: невронни мрежи, ИИ, биоинформатика, невроинформатика, анализ на данни, информационно моделиране, извличане на знания от данни. Известни негови теории са: Neuro-fuzzy systems; Evolving connectionist systems; NeuCube spiking neural network; Personalised modelling; Spatio-temporal associative memory. 
Почетен член (Life Fellow) е на IEEE (Institute for Electrical and Electronic Engineering (2010); Член (Академик) на Кралската академия на науките на Нова Зеландия (Royal Society of New Zealand, RSNZ); Fellow of the International Neural Network Society (INNS); EU Marie Curie Fellow (2011 – 2012); почетен гостуващ член на Кралската инженерна академия на Великобритания (Royal Academy of Engineering, UK). Президент е на Международната асоциация по невронни мрежи (INNS) (2009 – 2010) и на Асоциацията по невронни мрежи на Азия и Пацифика (APNNA) (1998, 2008, 2019) и текущ член на техните управителни съвети.
Почетен председател на международни конференции, като: ANNES (1993 – 2001, Otago, New Zealand), NCEI (2002 – 2015, Auckland); ICAN 2013 (ТУ София, 2013); EANN 2014 (ТУ София 2014).
Носител на множество международни награди, като: INNS Ada Lovelace Meritorious Award (2018); APPNA Outstanding Achievement Award (2012); INNS Gabor Award (2012); Bayer Innovator of the Year Award (2007); RSNZ Silver Medal for Science and Technology (2002); AUT Medal (2015).
Почетен гражданин е на Павликени от 1989 г. Учредител и спонсор на 2 награди за изключителни постижения на ученици от СУ „Бачо Киро“ в Павликени. През 2022г. основава българската научна група  Н3-БГ по "Невроинформатика, невронни мержи и неврокомпютри" (https://knowledgeengineering.ai/n3-bg/.
Съпругата му е Диана Александрова Касабова (Атанасова по баща), с която имат две дъщери – писателката Капка Касабова и информатик Ася Касабова, работеща и живееща в Швейцария, съпруг Тим Хеберлин. Има внуци Касим Хеберлин  (р.2012) и Зорина-Александра Хеберлин (2015).

## Избрани публикации
Избрани авторски книги
- Kasabov, N., Time-Space, Spiking Neural Networks and Brain-Inspired Artificial Intelligence, Springer (2018) 750 p.
- Kasabov, N. Evolving Connectionist Systems: The Knowledge Engineering Approach, Springer Verlag, London, (2007) 458p
- Benuskova, L. and N.Kasabov, Computational neuro-genetic modelling: Integrating bioinformatics and brain science data, information and knowledge via computational intelligence, Springer, New York, 2007, 290 pages
- Kasabov, N. Evolving connectionist systems: Methods and applications in bioinformatics, brain study and intelligent machines, Springer Verlag, London, (2003) 308p
- Kasabov, N. Foundations of Neural Networks, Fuzzy Systems and Knowledge Engineering. Cambridge, Massachussets, MIT Press (1996) 550p
- Kasabov, N. and Romanski, R. Computer Architectures and Techniques Sofia, Technika (1992) 435p (in Bulgarian)
- Stoichev, S. and Kasabov, N. Programming in PASCAL. Sofia, Technika (1989) 136p (на Български)
- Stoichev, S. and Kasabov, N. Synthesis and Analysis of Algorithms. Sofia, Technika (1988) 84p (на Български)
- Stoichev, S. and Kasabov, N. Computer Architectures and Techniques. Sofia, Technika (1986) 348p (на Български)
- Stoichev, S. and Kasabov, N. Computers – Theory and Practice (Programming of Microprocessors). Sofia, Technika (1984) 120p (на Български)

Избрани редактирани книги
- N.Kasabov, The Springer Handbook of Bio- and Neuroinformatics, Springer (2014) 1230 p
- P.Koprinkova, V.Mladenov, N.Kasabov, Neural Networks, Springer, 2014.
- P.Angelov, D.Filev, and N.Kasabov, Evolving intelligent systems, IEEE Press and Wiley, 2010
- N.Kasabov, Future Directions for Intelligent Systems and Information Sciences, Heidelberg, Physica-Verlag (Springer Verlag) (2000), 420pp
- N. Kasabov, Kozma, R. Neuro-Fuzzy Techniques for Intelligent Information Systems, Heidelberg, Physica-Verlag (Springer Verlag) (1999), 450pp
- S.Amari, Kasabov, N. Brain-like Computing and Intelligent Information Systems, Singapore, Springer Verlag (1998), 533 p.
- M.Koeppen, N.Kasabov and G.Coghill, Advancements in Neural Information Processing, Springer LNCS, vol. 5506/5507, 2009